# Саперне поле
Сапе́рне по́ле — історична місцевість Києва. Простягається обабіч вулиці Саперне Поле, частини вулиць Павла Загребельного і Академіка Філатова. Прилягає до місцевостей Нова Забудова, Саперна Слобідка, Чорна гора і Печерськ, Соколиний Ріг.

## Історія
Виникло на місці саперного полігону, що існував тут із середини XIX століття. Назва «Саперне поле» вперше зафіксована в 1913 році. Після ліквідації полігону в 1920–50-ті роки тут сформувалася малоповерхова забудова садибного типу. Протягом 1960–70-х років місцевість значною мірою переплановано, зведено 5- і 9-поверхові житлові будинки та промислові підприємства.

## Територія
Простягається обабіч вулиці Саперне Поле, частини вулиць Павла Загребельного, Академіка Філатова, Ігоря Брановицького, Дмитра Годзенка, Дмитра Дорошенка, Іоанна Павла II, Ковпака, Джона Маккейна, Олександра Полякова, Василя Тютюнника.